# سیلوانوس اولیمپیو
سیلوانوس اپیفانیو اولمپیو (به فرانسوی: Sylvanus Epiphanio Olympio) (متولد ۶ سپتامبر ۱۹۰۲ – مرگ ۱۳ ژانویه ۱۹۶۳) سیاستمدار اهل توگو بود. او اولین رئیس‌جمهوری این کشور که پس از استقلال توگو به شیوهٔ دموکراتیک انتخاب شد. حکومت اولمپیو در سال ۱۹۶۳ سرنگون شد، پس از آن اولمپیو که تحت تعقیب قانونی قرار داشت در حالی که سعی داشت از راه دیوار به سفارت آمریکا در لومه پناه ببرد به ضرب گلولهٔ یکی از افسران ارتش به نام گناسینگبی ایادیما کشته شد.